# Stanisław Małachowski

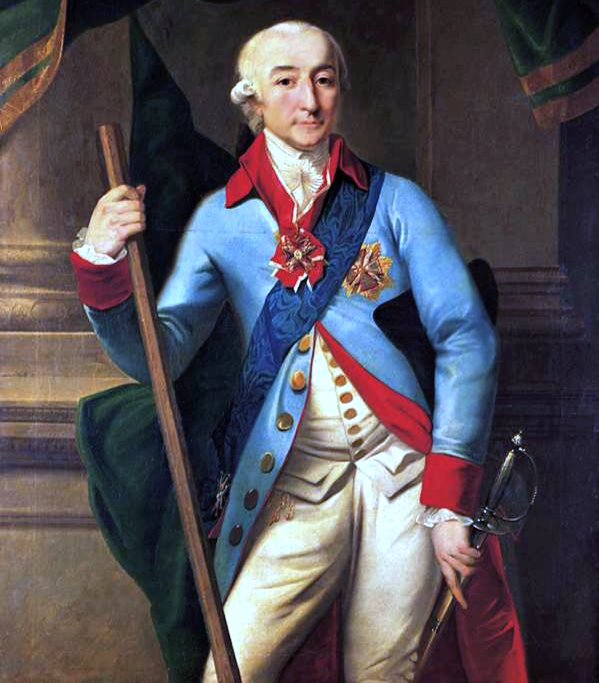
Stanisław Małachowski.

Stanisław Małachowski, född 24 augusti 1736 i Końskie, död 29 december 1809 i Warszawa, var en polsk greve och politiker. Han var bror till Jacek Małachowski.
Małachowski var polsk marskalk vid 1788–92 års konfederationsriksdag. Han var en av det ryssfientliga, "patriotiska", partiets främstan män och den kraftigaste främjaren av den 3 maj 1791 antagna författningen. År 1792 motsatte han sig fåfängt den ryssvänliga  konfederationen i Targowica. År 1807 blev han president i hertigdömet Warszawas senat.